# Babylon (1980)
Babylon é um filme britânico de 1980 dirigido por Franco Rosso.

## Sinopse
As aventuras de um jovem toaster (interpretado por Brinsley Forde, líder da banda Aswad) nos subúrbios de Londres no início da era Thatcher, tendo como pano de fundo a luta contra o racismo.

## Elenco
- Brinsley Forde como Blue
- Karl Howman como Ronnie
- Trevor Laird como Beefy
- Brian Bovell como Spark
- Victor Romero Evans como Amante
- David N. Haynes como Errol
- Archie Pool como Dreadhead
- T-Bone Wilson como Wesley
- Mel Smith como Alan
- Beverly Michaels como Elaine
- Maggie Steed como Mulher em Lockup Garage
- Bill Moody como Homem na Varanda
- Stefan Kalipha como Fat Larry
- Beverley Dublin como Sandra
- Granville Garner como Pai de Sandra
- Mark Monero como Carlton
- David Cunningham como Sir Watts
- Cosmo Laidlaw como Rastaman
- Terence Dackombe como Thug
- Mikey Campbell como Promotor
- Angus Zeb como Porteiro
- Wendell McKellar como Porteiro
- Frank Sylvester como Halterofilista
- David Gant como Comissário de Polícia
- Michael Gunn como Detetive na Porta
- Harry Miller como Detetive na Porta
- Yvonne Agard como Sra. Watts
- Alan Igbon como Rupert
- Donovan Platt como William
- Charles Cork como Detetive CID
- Gary Whelan como Detetive CID
- David Macdonald como Líder da Gangue Branca
- Derek Broome como Condutor de Ônibus
- Anthony Trent como Fence
- Patrick Worrall como Spooky
- Malcolm Frederick como Lobo
- Vilma Hollingbery como Mulher na Rua
- Cynthia Powell como Mãe
- King Sounds como Compere
- Ann Duncan como Garota de Beefy
- Jah Shaka como Ele Mesmo

## Recepção

### Resposta da crítica
Babylon recebeu elogios da crítica tanto em seu lançamento original em 1980 quanto em 2019 nos Estados Unidos. Muitos elogiaram sua representação da vida da juventude negra no sul de Londres durante a era Thatcher. Wesley Morris, do The New York Times, escolheu o filme como uma escolha do crítico, afirmando que o filme “ainda parece novo... Você está olhando para pessoas que, na Inglaterra de 1980, estavam, finalmente, sendo vistas de maneira adequada e séria”. Hua Hsu, do The New Yorker, observou como “poucos filmes retratam esse momento na vida negra britânica como a Babilônia de Franco Rosso”.
O filme também foi aclamado por seus temas de violência racial e brutalidade policial. Robert Abele, do Los Angeles Times, chamou o filme de “assertivo e exuberante... tão vivo quanto um filme pode ser”. Jaya Saxena, da GQ, descreve a jornada de Blue como “uma história com apostas literalmente épicas”.
O filme tem um índice de aprovação de 100% com base em 27 críticas no agregador de críticas Rotten Tomatoes.